# 第10歩兵師団 (ベトナム陸軍)
第10歩兵師団（Sư đoàn 10 bộ binh）は、ベトナム人民軍（陸軍）の師団の1つ。

## 歴史
- 1972年9月20日 - 広徳省112号根拠地で編成され、B-3前線（タイ・グエン前線）に配属。師団長阮孟軍、政治委員鄧武恊。編成後、クアンナム－ダナン地区を転戦
- 1975年3月 - タイ・グエン戦役に参加した後、新編の第3軍（タイ・グエン兵団）に編入され、ホーチミン戦役に参加

## 編制
- 第28歩兵連隊　（Trung đoàn 28 bộ binh）
- 第66歩兵連隊　（Trung đoàn 66 bộ binh）
- 第95歩兵連隊　（Trung đoàn 95 bộ binh）
- ?砲兵連隊